# Ван-Тасселл (Вайоминг)
Ван-Тасселл (англ. Van Tassell, Wyoming) — город, расположенный в округе Найобрэра (штат Вайоминг, США) с населением в 15 человек по статистическим данным переписи 2010 года.

## География
По данным Бюро переписи населения США город Ван-Тасселл имеет общую площадь в 4,66 квадратных километров, водных ресурсов в черте населённого пункта не имеется.
Город Ван-Тасселл расположен на высоте 1445 метров над уровнем моря.

## Демография
По данным переписи населения 2010 года в Ван-Тасселле проживало 15 человек, 6 семей, насчитывалось 6 домашних хозяйств и 9 жилых домов. Средняя плотность населения составляла около 3,8 человек на один квадратный километр. Расовый состав Ван-Тасселла по данным переписи распределился следующим образом: 100,00 % белых.
Из 6 домашних хозяйств в 33,3 % — воспитывали детей в возрасте до 18 лет, 83,3 % представляли собой совместно проживающие супружеские пары, в семей женщины проживали без мужей, 16,7 % являлись матерями-одиночками. 0 % от общего числа семей на момент переписи жили самостоятельно. Средний размер домашнего хозяйства составил 2,50 человек, а средний размер семьи — 2,50 человек.
Население города по возрастному диапазону по данным переписи 2000 года распределилось следующим образом: 26,7 % — жители младше 18 лет, 0 % — между 18 и 24 годами, 13,4 % — от 25 до 44 лет, 33,3 % — от 45 до 64 лет и 26,7 % — в возрасте 65 лет и старше. Средний возраст жителей составил 52,5 года. По половому признаку в Ван-Тасселле проживало 40 % мужчин и 60 % женщин.
По данным переписи населения 2000 г. средний доход на одно домашнее хозяйство в городе составил 53 750 долларов США, а средний доход на одну семью — 53 750 долларов. При этом мужчины имели средний доход в 40 000 долларов США в год против 15 000 долларов среднегодового дохода у женщин. Доход на душу населения в городе составил 17 686 долларов в год. Все семьи и все жители Ван-Тасселла имели доход, превышающий уровень бедности.